# Horto Municipal do Guabirotuba
Horto Municipal do Guabirotuba é um departamento da Secretária Municipal do Meio Ambiente de Curitiba, administrada pelo Departamento de Produção Vegetal e a Gerência de Arborização Pública e tem como finalidade a produção de flores e plantas ornamentais de pequeno porte e sua manutenção até que sejam utilizadas pelo Departamento de Parques e Praças, Jardim Botânico e outras repartições para projetos paisagísticos. A área destinada a toda esta produção é superior a oito hectares.
O Horto esta localizado em frente à Avenida Senador Salgado Filho no bairro Guabirotuba.
Em julho de 2008 o Horto ganhou uma pista de caminhada compartilhada com ciclovia e um bosque com equipamentos de recreação para a utilização da comunidade em geral. Estes benefícios integram o conjunto das ações ambientais da Linha Verde e o programa Biocidade, de resgate e preservação da biodiversidade urbana. 
O Horto do Guabirotuba já foi sede do Museu Botânico de Curitiba.